# Henrik Ruben Genz
Henrik Ruben Genz (geboren 1959 in Gram, Dänemark)  ist ein dänischer Filmregisseur.

## Leben
Nach einem erfolgreichen Abschluss eines Grafikdesignstudiums an der Designskolen Kolding, schloss er 1995 sein Studium an Den Danske Filmskole mit dem Roadmovie Omveje ab. Sein von ihm inszenierter Kurzfilm Theis und Nico wurde bei der Oscarverleihung 2000 als Bester Kurzfilm nominiert. Sein Spielfilmdebüt gab er 2003 mit dem Kinderfilm Hodder rettet die Welt. Zu seiner Filmographie zählen auch die Literaturverfilmungen Frygtelig lykkelig (2008) und Undskyld jeg forstyrrer (2012). Außerdem arbeitet er immer wieder an verschiedenen dänischen Fernsehserien mit. 2008 gewann sein Film Frygtelig Lykkelig den Kristallglobus bei dem Internationalen Filmfestival Karlovy Vary. Im Jahr darauf gewann er mit demselben Film eine Bodil sowie einen Robert in der Kategorie Bester dänischer Film.

## Filmografie (Auswahl)
- 1999: Theis und Nico (Bror, min bror)
- 2003: Hodder rettet die Welt (En som Hodder)
- 2005: Chinaman (Kinamand)
- 2007: Kommissarin Lund – Das Verbrechen (Forbrydelsen, Fernsehserie, vier Folgen)
- 2008: Terribly Happy (Frygtelig lykkelig)
- 2013: Borgen – Gefährliche Seilschaften (Borgen, Fernsehserie, zwei Folgen)
- 2014: Good People
- 2016: Tordenskjold & Kold
- 2019: Kidnapping (DNA, Fernsehserie)
- 2020: Erna im Krieg (Erna i krig)